# 인트로버전 소프트웨어
인트로버전 소프트웨어(Introversion Software)은 영국의 인디 게임 제작사이다.

## 역사
인트로버전 소프트웨어는 2001년 임페리얼 칼리지 런던에서 학사 과정을 밟으면서 만난 세 친구 Chris Delay, Mark Morris, Thomas Arundel에 의해 창립 되었다. 인트로버전 소프트웨어에서 원래 자신들을 '최후의 침실 프로그래머들'이라고 불렀는데, 이는 사무실에서가 아니라 집에서 일했기 때문이었다. 그러나 이도 그들의 네 번째 게임인 멀티니아를 개발하면서부터 사무실로 이동하게 되었다. 인트로비전의 첫게임인 업링크는 거의 크리스 딜레이가 개발 / 프로그래밍 하였으며, 마크 모리스와 토마스 아룬델은 마케팅과 기타 비즈니스를 담당하였다. 그들의 첫 투자 600 파운드에는 프린터 카트리지와 CD-R을 사는데 쓰였으며, 직접 패키지를 만들어 팔았었다. 그들의 첫 투자는 주문을 받은지 몇시간만에 바로 회수하였으며, 새 프로그래머인 Andy Bainbridge가 합류하면서 다위니아와 데프콘을 개발하게 된다.
2005년 출시된 다위니아는 비평가들의 호평을 받으며, 2005년 12월 14일 스팀에 올라가게 된다. 업링크도 다위니아처럼 스팀에 2006년 여름에 올라가게 되었다. 2006년 9월 29일, 세 번째 게임인 데프콘이 출시후 처음으로 테라바이트 이상의 대역폭이 측정되었다. 데프콘이 나오고 얼마 안있어, 그들은 네 번째 게임인 서브 버전을 개발하게 된다. 그러나, 네 번째 게임으로는 2008년 11월 19일에 나온 다위니아의 멀티플레이어 버전인 멀티니아가 되었고, 데프콘에 비교할 때 거의 실패했었다고 볼 수 있다. 그리고 2012년부터 Prison Architect를 개발하였으며, 2019년 1월 9일 패러독스 인터렉티브에 프리즌 아키텍트 전권을 팔게 된다.
다위니아와 멀티니아는 엑스박스 360으로 포트되었으며 2008년 2월 10일, 2개를 합친 다위니아 +로 발매되었다.

## 재정적 역사
초라하게 시작하였지만, 업링크의 비평으로나 상업적으로의 성공으로 인트로버전 측은 매우 우쭐해 하였다. 2002년 E3 경비로 1만 파운드를 써버림과 더불어 빠른 보트와 자동차에 돈을 써버렸다. 그러나 '최초 6개월 동안 75%의 수익을 번다는'라는 사실은 곧 그들에게 곧 찾아왔다. 그들의 배급사였던 스트래티지 퍼스트가 파산한후, 인트로버전측은 2003년즈음에 돈이 달리기 시작했고, 몇몇은 돈을 아끼려고 부모님과 함께 살기도 했고, ebay에 수많은 물건을 팔아 앞뒤를 맞추려고 노력하였다.
그들의 두 번째 게임인 다위니아가 2005년 3월에 출시되었고, 출시된 주에 엄청나게 돌풍을 끌었지만, 곧 판매가 떨어져 회사를 지탱하기 힘들어졌다. 이 6개월동안, 회사는 영국 정부로부터 11월까지 재정적 지원을 받았으며, 즉흥적으로 밸브 코퍼레이션과 스팀 출시 계약을 맺게 된다. 밸브는 이에 열광적이었으며, 2005년 12월 14일 다위니아가 스팀에 올라가게 되었고, 이는 회사를 3번째 게임인 데프콘까지 끌고가는 원동력이 되었다.
2006년 11월 15일, 데프콘의 선 주문때, 그들은 마지막으로 갖고 있던 1500 파운드를 여기에 부었다. 뜻밖에 게임은 그들이 생각도 못할정도로 좋은 성적과 더불어, 최소 12개월 동안 마지막 투자비를 상환할 수 있는 비용을 벌게 되었다. 이제 재정적으로 안정된 지금, 인트로비전은 그들의 성공을 밸브에게 돌리고 있다. 토마스 아룬델은 "스팀이 인트로비전에게 상업적 성공을 가져다 주었습니다"란 말을 하기도 하였다.
인트로비전 소프트웨어는 2011년 11월 험블 인디번들에 게임을 내놓았으며, 이 번들로 인해 190,261개의 게임과 더불어 779,026.33 달러를 벌여들였다. 인트로비전은 이 돈을 이용하여 그들의 새로운 게임인 Prison Architect을 개발하는데 사용하였다.
인트로비전 소프트웨어에서 개발한 프리즌 아키텍트의 알파버전은 2013년 2월까지 그들에게 1백만 달러이상의 수익을 가져다 주었다.

## 게임들
- 업링크 (2001)
- 다위니아 (2005)
- 데프콘 (2006)
- 멀티니아 (2008)[8][9]
- 다위니아+ (2010)[10]
- 서브버전 (취소[11])
- 크로노미터 (개발중)[12]
- 프리즌 아키텍트 (2015)
- 스캐너 솜브레 (2017)